# Munca digitală
Munca digitală  este un termen pentru formele emergente de forță de muncă în economiile post-fordiste, caracterizat prin producerea de valută prin interacțiunea cu tehnologiile informației și comunicațiilor. Munca digitală poate fi regasită în mai multe forme cum ar fi pe platforme de tip cerere servicii, micro-working și crearea de conținut pentru platforme digitale cum ar fi  rețelele de socializare. Munca digitală descrie o serie de activități sociale și afective din cadrul modurilor capitaliste de producție care, în mod obișnuit, nu sunt văzute ca muncă, printre care participarea tot mai crescută de pe site-urile de socializare și efectul rețelelor de socializare asupra modelelor de socializare și comunicare și prăbușirea conceptului de muncă-urmată-de-distracție.
Noțiunea de muncă digitală a evoluat de la tradițiile muncitorismului/operaismului, autonomismului și teoriei post-fordiste ce s-au dezvoltat în timpul crizei muncitorilor din Italia, care au inclus și o mișcare feministă semnificativă, reprezentată de campania salarii pentru treburi casnice. 
Conceptul de muncă digitală include, de asemenea, diferite idei și teorii privind afectele și axiomatizarea corpului, inteligența colectivă, conceptul de creier-stup, concepte din semiotică și postmodernism, dar și din domenii precum inteligența artificială, știința și anticipația, cultura gaming-ului, hiper-realitatea sau dispariția mărfii, precum și definiții contestate privind rolul „muncitorului din domeniul cunoașterii” în societatea capitalistă.

## Precedente
Principiile muncii digitale se inspiră din ideea că economia cognitiv-culturală și de ascensiunea capitalismului din secolul al XXI-lea ce au eliminat granițele anterioare dintre muncă și joacă/divertisment.
Ascensiunea muncii digitale poate fi atribuită schimbării istoriei umane de la Revoluția Industrială și până la Era Digitală, odată ce industriile bazate pe producție au decăzut începând cu ascensiunea unei noi economii digitale și informaționale. Mai mulți autori au făcut legătura dintre principiile muncii digitale și teoria Marxismului, inclusiv sociologul Christian Fuchs și Sebastian Sevignani. Marxismul susține că sistemul capitalismului creează dificultăți în rândul claselor, mai explicit între minoritatea nemuncitoare și clasa muncitoare, care reprezintă majoritatea. Deși teoria se aplică economiei de producție de la vremea aceea, aceasta poate fi folosită pentru a descrie munca din cadrul economiei digitale, din moment ce munca digitală înlocuiește munca din fabrici. 

## Rețelele de socializare
Munca digitală își are originile în mișcarea pentru drepturile muncitorilor din anii 1960 și 1970, care se inspiră din principiile autonomismului italian, muncitorismului/operaismului, precum și din mișcarea salarii pentru treburi casnice, înființată de Selma James în anul 1972. Ideea unei „economii digitale” este definită ca momentul în care munca a trecut de la domeniul industrial la cel social. Autonomiștii italieni ar descrie acest fenomen ca fiind o „fabrică socială”. Studiile despre munca digitală din cadrul rețelelor de socializare au fost printre primele critici ale muncii digitale. Acestea includ studii precum „What the MySpace generation should know about working for free” (Trebor Scholz) și „From Mobile Playgrounds to Sweatshop City” (2010). Andrew Ross, Tiziana Terranova și alții au dezvoltat o definiție acceptabilă a muncii digitale, inspirându-se din ideea de muncă gratuită și muncă nesemnificativă. Printre alți intelectuali care au scris despre munca digitală se numără: Ursula Huws, Trebor Scholz, Frank Pasquale, Sergio Bellucci, Christian Fuchs, Andrew Ross, Jaron Lanier, precum și feministele postcoloniale, printre care Lisa Nakamura. Scrierile lor au fost comparate cu alte texte ale mișcării altermondialiste.
Discuțiile actuale despre munca digitală se concentrează pe dilema dacă economia capitalistă a societății a determinat exploatarea corporatistă a muncii digitale pe rețelele de socializare sau nu. Rețelele de socializare s-au dezvoltat ca un mijloc de a crea și distribui informație și idei pe internet. Pentru că rețelele de socializare sunt de obicei asociate cu timpul liber și divertismentul, monetizarea muncii digitale a făcut neclară granița care separă munca de divertisment. Susținătorii acesteia argumentează că exploatarea are loc în momentul în care utilizatorii rețelelor de socializare nu primesc nicio compensare monetară pentru conținutul lor digital, în timp ce companiile pot profita în mod liber de aceste informații pentru a genera un câștig. Studii despre site-uri de socializare precum YouTube au analizat modelele lor de afaceri și au descoperit că munca digitală realizată de utilizatori este monetizată prin intermediul reclamelor și a altor metode de a crea profit pentru companii. Criticile la adresa exploatării îi desemnează pe oameni ca fiind prosumatori. Intelectualii argumentează că exploatarea nu poate avea loc dacă oamenii produc dar și consumă în același timp propria lor muncă digitală, în acest fel obținând câștig din conținutul creat de ei înșiși.

## Economia digitală
Despre economia digitală au fost scrise lucrări atât de către critici ai sferei geopolitice contemporane, cât și de către cei interesați de cum să exploateze noile caracteristici ale economiilor digitale.
Munca digitală se concentrează de asemenea și pe subculturi digitale noi apărute precum: formulare comunitare, bloguri, instrumente de organizare digitală, și felul în care aceste platforme pot deveni potențiali producători de bunuri culturale subordonate și incluse în rețele globalizate de bunuri culturale.
Piețele de muncă digitală sunt site-uri web sau economii care ușurează producția, distribuția și vânzarea de conținut digital, coduri, produse digitale sau alte idei de bunuri care rezultă din medii tehnologice și digitale. Un exemplu de piață de muncă digitală utilizat la scară largă este Amazon Mechanical Turk.
Munca digitală se preocupa cu subiectul dezintermedierii, în care munca digitală a luat locul mediatorului în comunicarea socială, directă.
Conceptul de economie digitală a fost aplicat debutului platformelor economice de producție colaborativă, precum proiecte software gratuite și open source precum Linux/GNU sau proiecte gratuite și open source ca Wikipedia. În cărțile You are Not a Gadget și Who Owns the Future, informaticianul Jaron Lanier susține că optarea pentru surse deschise a contribuit la stratificarea socială și la extinderea diferențelor dintre bogați și săraci, bogații reprezentând majoritatea părților interesate în companiile digitale, care dețin conținutul creatorilor de conținut. O critică la adresa muncii digitale legată de mișcarea softwarelor de tip sursă deschisă este faptul că economiile care se sprijină pe producția colaborativă se bazează pe o forță de muncă din ce în ce mai înstrăinată, care este forțată către o muncă neremunerată, intelectuală. În acest fel, așa-numita „economie cadou” este o parte esențială a reproducerii forței de muncă din cadrul capitalismului recent.

## Legături externe
- Digital Labor: Sweatshops, picket lines, barricades, the New School November 2014.
- The Internet as Playground and Factory conference, at the New School, 2009
- CUNY Digital Labor Working Group